# 벵골의 할지 왕조
할지 왕조(벵골어: খলজি রাজবংশ, 페르시아어: اندان الجی)는 벵골을 통치한 첫 번째 이슬람 왕조였다. 오늘날 아프가니스탄의 가르미르 지역 출신인 이 왕조는 1204년 고르 제국의 이슬람 튀르크-아프간계 장군인 무함마드 바흐티야르 할지에 의해 세워졌다. 할지 왕조는 처음에 1206년에 죽을 때까지 고르 술탄 무함마드에게 충성을 맹세했지만, 벵골에서의 통치는 대부분 독립적이었다. 이와즈 할지의 통치 아래, 벵골은 첫 번째 해군력, 홍수 방어 체계, 그랜드 트렁크 로드와의 연계와 같은 주요한 발전을 경험했다. 이 왕조는 벵골 북부의 라크나우티에 기반을 두고 나중에 동쪽과 남쪽으로 확장되었다. 델리의 맘루크 술탄 일투트미쉬의 아들인 나시루딘 마흐무드는 1227년에 벵골을 정복하는데 성공했으나 할지 왕조는 잠시 동안 그들의 독립을 재확인했으며, 1231년에 노예 왕조에게 항복하였다.

## 같이 보기
- 방글라데시의 역사